# Длинные стены Прокопия
Длинные стены, также Длинные стены Прокопия — принятое название остатков оборонительных сооружений — стен и исаров, расположенные, в основном, на перевалах Главной гряды Крымских гор (реже — перекрывающие узкие проходы в горных долинах), расположенные, в основном, у кромки южных обрывов и склонов и преграждавшие доступ с Южного берега Крыма в область предгорий.

## Описание
Оборонительные сооружения представляют собой стены, сложенные, в основном, из крупного, иногда слегка подтёсанного, бута насухо, толщиной 1,5—2 м (местами сохранившиеся, как остатки кладки, в большинстве — в виде развала камней высотой порядка 1 м), некоторые — (например, на Бабугане, открытые О. И. Домбровским) с применением известкового раствора. Стены перекрывали доступные для прохода перевалы и пологие северные склоны яйл от Байдарских ворот до восточного края Караби-Яйлы (восточнее Караби заканчивается так называемый «район больших яйл» и далее начинается система «острых гор юго-восточного Крыма», не образующая непрерывной гряды).
Сейчас принято следующее обозначение (разделение) участков стен: самый восточный — Таш-Дувар  (на перевалах Большие ворота и Чигенитра-богаз у юго-восточного края Караби-Яйлы),  Таш-Хабах-Богаз, на Ангарском перевале между массивами Демерджи и Чатыр-Дага; Таш-Хабах, или Чатырдагский исар перекрывавший Кебит-Богаз; на перевалах Чамны-Бурун и Гурзуфское Седло, участки стен по северному краю плато между вершиной Кемаль-Эгерек и восточным склоном Бабугана. Некоторые перевалы перекрывались небольшими крепостями-исарами, например у Шайтан-Мердвена и Байдарских Ворот.
Существуют две концепции происхождения и назначения сооружений: определяющими факторами разногласий являются время возведения стен и местоположение «страны Дори» — условно, «старая» и «новая».

## «Старая версия»
Старая версия опирается на текст из трактата Прокопия Кесарийского О постройках VI века, в котором говорится (перевод С. П. Кондратьева)
Так как казалось, что их местность легко доступна для нападения врагов, то император укрепил все места, где можно врагам вступить, длинными стенами и таким образом отстранил от готов беспокойство о вторжении в их страну врагов
Её сторонники считают, что эта система укреплений была построена в VI веке во время владычества Византии в юго-восточном Крыму по распоряжению императора Юстиниана I (527—565 год), для защиты страны Дори от кочевых племен. Первым из исследователей текст Прокопия Кесарийского с руинами горных укреплений увязал Пётр Кеппен. В труде «О древностях южнаго берега Крыма и гор Таврических» 1837 года учёный, где по собственным наблюдением, где со слов местных жителей, описал практически все известные участки стен и атрибутировал их именно, как Длинные стены
Нагорная стена, которой слабые следы доныне приметны вдоль Яйлы от дороги, идущей из Ускюта в Карасубазар до западной стороны Чатырдага, современна сказанным двум крепостям. Прочие же, вероятно, были построены вскоре после них и, конечно, теми же византийскими греками
Дюбуа де Монпере, в своём «Путешествии по Кавказу, к черкесам и абхазам, в Грузию, Армению и в Крым» почему-то расширил трактовку Кеппена, добавив в систему длинных стен пещерные города второй гряды (Мангуп, Эски-Кермен, Чуфут-Кале, Бакла и прочие) и эта версия, как ни странно, оставалась одной из господствующих до середины XX века.

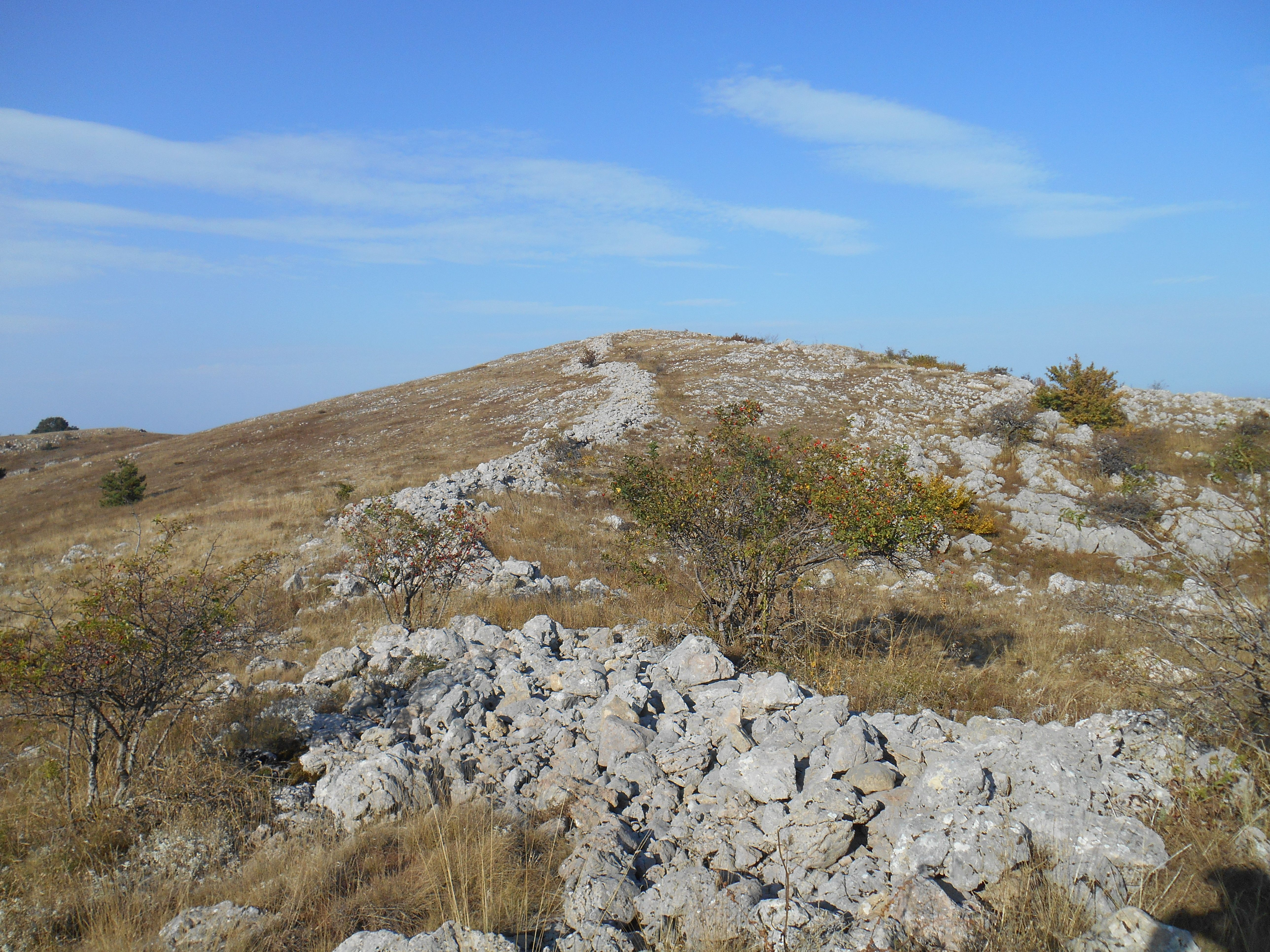
Руины длинных стен на перевале Чигенитра-богаз

Работы Олега Домбровского, в том числе совместно с Э. И. Соломоник, вышедшие в 1960-х годах, вроде бы окончательно установили консенсус о строительстве сооружений Юстинианом в VI веке и о локализации «страны Дори» на Южном берегу Крыма и Е. В. Веймарна. Ту же точку зрения на время создания стен высказал С. Б. Сорочан, в капитальном труде 2005 года «Византийский Херсон (вторая половина VI — первая половина X вв.)»: что оборонительная система «длинных стен», созданная к середине VI века в горном Крыму, закрывала стратегически важные проходы, ведущие к Мангупу — союзнику Византии (следы таких двухпанцырных стен, сложенных из крупных блоков с забутовкой на известковом растворе прослеживаются у подножья Мангупа, в верховье Каралезской долин и в балке к северу от Эски-Кермена). Учитывая упоминаемую Эвлия Челеби древнюю стену, перегораживавшую балку Ашлама у подножия Чуфут-Кале, учёный предполагает возможное наличие в прошлом подобных стен в других долинах и делает вывод, что это, вместе с византийскийскими крепостями Южного берега и составляло систему длинных стен.

## Современный взгляд
Ещё в статье 1953 года Мария Тиханова доказывала несостоятельность версии Дюбуа де Монпере о южнобережном расположении «страны Дори», доказывая, что ею надо считать горы юго-западного Крыма с центром на Мангупе. А. Л. Якобсон. в рецензии на сборник 1968 года «Археологические исследования средневекового Крыма», критиковал буквальное понимание и своеобразную интерпретацию Домбровским и Соломоник текста Прокопия. По мнению Якобсона, Прокопий, никогда не бывавший в Таврике и плохо знавший местную географию (всё сообщалось с чужих слов), описывал Крым очень приближённою. Даже просто тщательное прочтение текста и его сопоставление с крымскими реалиями не позволяет сделать вывод о местоположении Дори на южном берегу.

Новую точку зрения на проблему времени и целей строительства «длинных стен», а также локализации Дори высказал Лев Фирсов. Путём детального анализа всех известных данных, в том числе археологических (что упустили в своё время Домбровский и Соломоник), убедительно Фирсов доказывает, что данные сооружения были возведены для защиты внутренних районов Крыма от возможного вторжения с побережья. Главным доводом в пользу этого является размещение стен у кромки южных обрывов и склонов и обращённых боевым лицевым панцирем не к нагорью, а в сторону Южного берега, что сильно затрудняет атаку именно с южной стороны. Учёный делает вывод, что стены и исары строились уже развитым княжеством Феодоро для противостояния генуэзским владениям на Южном берегу, допуская, что могли существовать и не найденный пока стены времён Юстиниана. Так же трактует назначение длинных стен Александр Герцен, назвавший труд Фирсова окончательным решением вопроса.